# Альмебек, Микаэль
Микаэль Альмебек (швед. Michael Almebäck; род. 4 апреля 1988, Бромма, Стокгольм) — шведский футболист, защитник.

## Клубная карьера
Во взрослом Альмебек футболе дебютировал в 2006 году за команду «Броммапойкарна», в которой провел два сезона, приняв участие в 22 матчах чемпионата.
Своей игрой за эту команду привлек внимание представителей тренерского штаба клуба «Эребру», в состав которого перешёл в 2009 году. Сыграл за команду из Эребру два сезона. Большую часть времени, проведенного в составе «Эребру», был основным игроком защиты команды.
Летом 2011 года Альмебек подписал контракт с бельгийским «Брюгге», где он сразу же стал игроком первый команды. Микаэль забил свой первый гол за клуб в товарищеском матче против «Тюбиз» 7 июля.
Летом 2013 года был подписан трёхлетний контракт с датским «Брондбю».
Зимой 2016 года вернулся в Швецию и подписал трёхлетний контракт с «Эребру».

## Карьера за сборную
За молодёжную сборную Швеции Микаэль играл на протяжении сезона 2009/10, приняв участие в 9 матчах. За национальную сборную Швеции дебютировал 23 января 2010 года в товарищеском матче против сборной Сирии (1-1). Матч полуфинала Кипрского Интернационального турнира против хозяев турнира (2-0) является последним для Алмебека. Всего Микаэль в составе «сине-жёлтых» провёл 4 матча.